# Severní Korea na Letních olympijských hrách 2012
Severní Koreu na Letních olympijských hrách v roce 2012 v Londýně reprezentuje výprava 51 sportovců v 10 sportech.

## Medailisté
| Medaile | Jméno            | Sport    | Soutěž                   |
| ------- | ---------------- | -------- | ------------------------ |
| Zlato   | An Kum-e[zápis?] | Judo     | Ženy - 52 kg             |
| Zlato   | Om Jun-čchol     | Vzpírání | Muži do 56 kg            |
| Zlato   | Kim Un-kuk       | Vzpírání | Muži do 62 kg            |
| Zlato   | Rim Džong-sim    | Vzpírání | Ženy do 69 kg            |
| Bronz   | Rjang Čchun-hwa  | Vzpírání | Ženy do 48 kg            |
| Bronz   | Yang Kyong-Il    | Zápas    | Muži volný styl do 55 kg |